# Leštane
Pour le village kosovar, voir Leštane (Dragaš).
Leštane (en serbe cyrillique : Лештане) est une localité de Serbie située dans la municipalité de Grocka et sur le territoire de la Ville de Belgrade. Au recensement de 2011, elle comptait 10 473 habitants.
Leštane, officiellement classée parmi les villages de Serbie, connaît une croissance démographique parmi les plus rapides des faubourgs de Belgrade (7 109 habitants en 1991) ; cette croissance est notamment due à un afflux d'immigrés en provenance du Kosovo ; les conditions de vie de ces nouveaux arrivants sont parfois rudimentaires. En serbe, le nom de la localité signifie « le bosquet de noisetiers ».

## Géographie

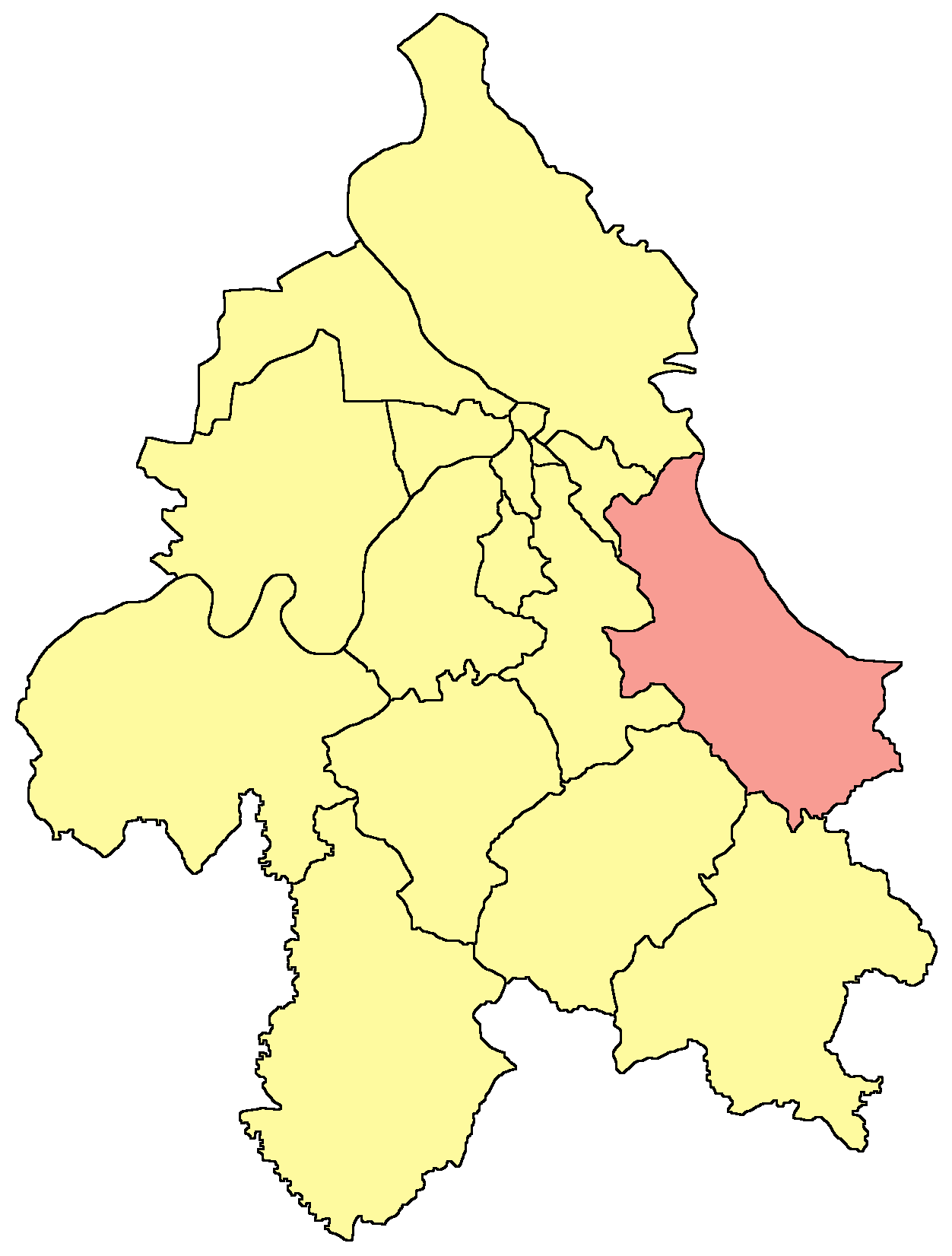
Localisation de la municipalité de Grocka dans la Ville de Belgrade.

Leštane est situé à quinze kilomètres à l'est de Belgrade, au confluent du Kaluđerički potok et de la rivière Bolečica.
Novo Naselje (en cyrillique : Ново Насеље, la « nouvelle localité ») désigne la partie est de Leštane, située à la fois sur le Smederevski put et le Kružni put. Cette zone, en pleine expansion, relie désormais Leštane à Kaluđerica (et par conséquent à Belgrade), Vinča et Boleč. Dans les années 2000, Leštane a commencé à s'étendre à l'ouest en direction de Bubanj Potok.

## Démographie

### Évolution historique de la population
| 1948 | 1953 | 1961  | 1971  | 1981  | 1991  | 2002  | 2011   |
| ---- | ---- | ----- | ----- | ----- | ----- | ----- | ------ |
| 939  | 992  | 1 131 | 1 485 | 4 096 | 7 109 | 8 492 | 10 473 |

|  |

### Données de 2002
Pyramide des âges (2002)
En 2002, l'âge moyen de la population était de 34,8 ans pour les hommes et 35,9 ans pour les femmes.
Répartition de la population par nationalités (2002)
En 2002, les Serbes représentaient 95,83 % de la population.

### Données de 2011
En 2011, l'âge moyen de la population était de 38,1 ans, 37,6 ans pour les hommes et 38,6 ans pour les femmes.